# Schiedel
Schiedel je mezinárodní dodavatel komínových systémů a větrání se sídlem ve Vídni v Rakousku. K roku 2011 byl považován za největšího výrobce komínových systému na světě. 

## Schiedel ČR
- Výrobní závod - centrála - Nehvizdy Praha - východ
- Závod Olomouc
- Závod Teplice

## Historie
S 18 výrobními závody v 25 zemích světa a s personálem čítajícím přibližně 1 400 zaměstnanců může firma Schiedel nabízet přístup ke svým výrobkům v rámci místního regionu zákazníkům po celém světě. 
Podnik byl založen roku 1946 Friedrichem Schiedelem v Erbachu poblíž Ulmu v Německu. Od té doby prošla společnost mnoha změnami a několikrát změnila vlastníky. Roku 1967 byla založena skupina Schiedel, kterou převzal v roce 1990 BRAAS/Redland. V roce 1998 byla skupina Schiedel prodána společnosti Lafarge Roofing, významnému dodavateli střešních komponent. V roce 2006, po 15 letech růstu v Evropě, Schiedel začal expandovat do Severní Ameriky. 
Dnes je Schiedel součástí mezinárodního koncernu Standard Industries, mezinárodní společnosti, působící po celém světě, se širokým záběrem, od investic do veřejných trhů a technologií v rané fázi růstu až po prvotřídní stavební řešení, výkonné materiály, logistiku, nemovitosti a solární technologie.
Kromě keramických a nerezových komínových systémů má Schiedel v nabídce také krby integrované do komínu, samostatně stojící kamna a řízené větrání s rekuperací. Tyto výrobky jsou vhodné do moderních těsných domů. 

## Produkty
PŘEHLED KERAMICKÝCH KOMÍNŮ
- ABSOLUT - Univerzální dvousložkový komínový systém s tvárnicí s integrovanou tepelnou izolací a tenkostěnnou profilovanou vložkou vhodný pro všechny druhy paliv.
- UNI SMART - Těsný komín s izostatickou izolovanou vložkou, umožňující přívod vzduchu ke spotřebič.
- UNI ADVANCED - inovovaný keramický komínový systém se zadním odvětráním, první univerzální systém pro všechny typy paliv
- KOMBIGAS - dvouprůduchový komínový systém určený spotřebiče na pevná paliva a odvod spalin od kondenzačních plynových spotřebičů
- STABIL - klasický třívrstvý komínový systém se zadním odvětráním
- MULTI - ventilační komínový systém se šamotovými profilovanými vložkami, pro napojení až deseti spotřebičů typu “C“
- PARAT - prefabrikovaný komínový systém, jednotlivé díly se dodávají zpravidla na výšku podlaží

PŘEHLED NEREZOVÝCH KOMÍNŮ
- ICS - univerzální třívrstvý nerezový systém pro podtlakový i přetlakový provoz, vnitřní i vnější montáž, volně stojící komíny
- KERASTAR - vícevrstvý komínový systém se šamotovou profilovanou vložkou, minerální izolací a nerezovým pláštěm, nejlehčí systém s keramickou vložkou
- PERMETER - třívrstvý nerezový systém s tepelnou izolací a vnějším barevným pláštěm z komaxitové oceli, barva černá, šedá, bílá
- PERMETER SMOOTH  - provedení s hladkými sponami pro interiérové využití
- PERMETER SMOOTH AIR  -  přívod spalovacího vzduchu a odvod spalin v jednom.

PŘEHLED KOMÍNŮ PRO REKONSTRUKCE KOMÍNŮ
- KERANOVA - šamotový komínový systém – univerzální pro všechny druhy paliv, jediný přetlakový i podtlakový šamotový systém v ČR
- UNISAN - klasický šamotový komínový systém s dvojnásobnou délkou vložky, univerzální pro všechny druhy paliv
- AC FLEX - ohebný komínový systém – s vysokou průchodností, vhodný pro uhýbané komíny, možné spojení s pevnými systémy Schiedel
- PRIMA 1 - jednoplášťový nerezový systém s tloušťkou stěny 1 mm, univerzální, vhodný zejména pro tuhá paliva, odolný vůči vlhkosti
- PRIMA PLUS - jednoplášťový nerezový systém s tloušťkou stěny 0,6 mm, vhodný pro olej a plyn, odolný vůči vlhkosti

PŘEHLED KRBŮ A KAMEN
- KINGFIRE PARAT - komín a krb v jednom, krbové těleso integrované do paty komína, v 7 designových řadách
- SIRIUS - designová těsná kamna, ve trojím různém provedení
- SARGAS  - dvojí provedení skel
- MIMAS  - unikátní kruhová kamna

## Top Management
- Alessandro Cappellini, prezident společnosti Schiedel
- Johannes Kistler, CFO
- Martin Šedivý, jednatel společnosti
- Jan Housa, obchodní ředitel

## Web
- offcial website of Schiedel cs
- offcial website of Schiedel en
- official website of Monier